# Camponotus punctulatus
Camponotus punctulatus es una especie de insecto del género Camponotus de la familia Formicidae. Son las hormigas constructoras de unos nidos característicos conocidos como tacuruses.

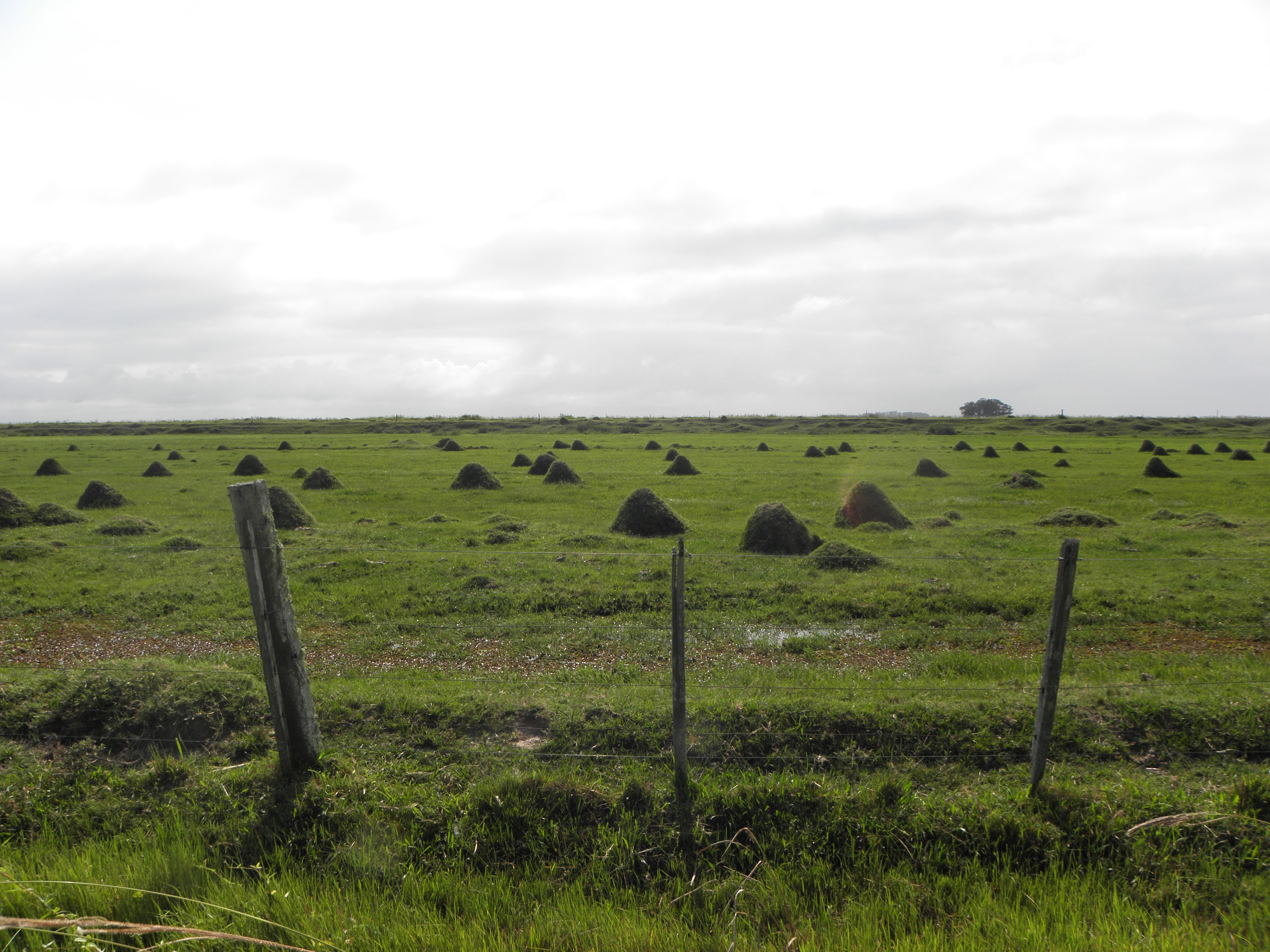
Tacuruses en Cerro Largo.